# Folicana juga
Folicana juga är en insektsart som beskrevs av Freytag 1979. Folicana juga ingår i släktet Folicana och familjen dvärgstritar. Inga underarter finns listade i Catalogue of Life.